# Merritt Island
Merritt Island er en ø i Brevard County på Floridas atlanterhavskyst. På denne ø ligger byen Merritt Island og området Cape Canaveral, som rummer Cape Canaveral Air Force Station og NASAs Kennedy Space Center.
Merritt Island er formelt set ikke en ø, men en halvø. Den sidder dog sammen med det amerikanske fastland gennem en meget smal rende mod nord. Mod syd derimod skilles den fra fastlandet af en flod.
28°21′5″N 80°41′45″V / 28.35139°N 80.69583°V